# ザ・インターネット
『ザ・インターネット』 （The Net）は、1995年のアメリカ合衆国のスリラー映画。監督はアーウィン・ウィンクラー、出演はサンドラ・ブロックとジェレミー・ノーサムなど。当時、黎明期にあったインターネットをテーマとしている。冒頭に出る主人公アンジェラがプレイしていたゲームは「Wolfenstein3D」。

## ストーリー
独身のコンピューター・アナリスト、アンジェラは在宅勤務で仕事先からソフトなどのバグを発見、修正するデバッグの仕事をする日々を送り、合間には同類が集うロビーでチャットをする生活を送っていた。
ある日、得意先で長年の仕事関係から友人でもあるデイルから、1枚のフロッピーディスクが送りつけられる。中身は音楽ライブのWEBサイトであり、デイルによると右下にΠ（パイ）のマークが表示され、特定の操作をすると、従来の方法ではアクセス出来ない施設や政府の機密情報にアクセス出来ることがわかる。この発見から、政府を巻き込む陰謀に巻き込まれていく。

## 登場人物
アンジェラ・ベネット / ルース・マークス
演 - サンドラ・ブロック
コンピューター・アナリスト。独身。アルツハイマー病を患っている母がいる。友人も恋人もいない孤高の性分。ジャックの銃から銃弾を抜くなど抜かりがない。ビザの偽造のためにルース・マークスの偽名を名乗る。
ジャック・デブリン
演 - ジェレミー・ノーサム
アンジェラがバカンスで出会った男。実は「モーツァルト・ゴースト」のフロッピーディスクの強奪を企んでいる人物。
ドクター・アラン・チャンピオン
演 - デニス・ミラー
精神科医。
ミセス・ベネット
演 - ダイアン・ベイカー
アンジェラの母。アルツハイマー症を患っている。ピアノを弾ける。
バーグストロム
国防長官。

## キャスト
| 役名                                      | 俳優                 | 日本語吹き替え | 日本語吹き替え | 日本語吹き替え |
| 役名                                      | 俳優                 | ソフト版 | フジテレビ版 | テレビ朝日版 |
| ----------------------------------------- | -------------------- | --- | --- | --- |
| アンジェラ・ベネット / ルース・マークス   | サンドラ・ブロック   | 佐々木優子 | 土井美加 | 松本梨香 |
| ジャック・デブリン                        | ジェレミー・ノーサム | 谷口節 | 大塚芳忠 | 小山力也 |
| ドクター・アラン・チャンピオン            | デニス・ミラー       | 江原正士 | 秋元羊介 | 牛山茂 |
| ミセス・ベネット                          | ダイアン・ベイカー   | 久保田民絵 | 沢田敏子 | 田畑ゆり |
| デイル・ヘスマン                          | レイ・マッキノン     | 牛山茂 | 堀内賢雄 | 成田剣 |
| アンジェラの成りすまし女 ルース・マークス | ウェンディ・ガゼル   | 田中敦子 | 中澤やよい | |
| その他                                    |                      | 有本欽隆 藤本譲 田原アルノ 稲葉実 小山武宏 仲野裕 さとうあい 宝亀克寿 寺内よりえ 星野充昭 辻親八 喜多川拓郎 叶木翔子 渡辺美佐 種田文子 | 野島昭生 千田光男 大木民夫 上田敏也 三田ゆう子 小島敏彦 金野恵子 田原アルノ 天田益男 磯辺万沙子 水原リン 小室正幸 堀之紀 大黒和広 大平泉 高橋智子 | 佐々木勝彦 大木民夫 沢海陽子 青森伸 幹本雄之 佐藤しのぶ 仲野裕 火野カチコ 福田信昭 檀臣幸 手塚秀彰 坪井木の実 楠大典 入江崇史 佐々木誠二 小川里栄子 西宏子 伊藤栄次 谷昌樹 増谷康紀 風村綾乃 |

- ソフト版吹き替え - VHS・DVD・BD収録
- フジテレビ版吹き替え - 初回放送1999年5月29日『ゴールデン洋画劇場』
- テレビ朝日版吹き替え - 初回放送2000年10月22日『日曜洋画劇場』

## 作品の評価
Rotten Tomatoesによれば、53件の評論のうち高評価は42%にあたる22件で、平均点は10点満点中5.3点、批評家の一致した見解は「基本設定に可能性がないわけではないし、サンドラ・ブロックは相変わらず好感が持てるが、『ザ・インターネット』には十分なスリル（もしくは説得力のある筋書き）がないため、鑑賞をお勧めできない。」となっている。
Metacriticによれば、22件の評論のうち、高評価は9件、賛否混在は8件、低評価は5件で、平均点は100点満点中51点となっている。

## 続編
『ザ・インターネット2:美しき逃亡者』（The Net 2.0、2006年）
続編とされているが、本作とはストーリーが無関係である。インターネットとの関係もほとんどない。別物と考えても良い。

## テレビドラマ版
テレビドラマ版『ザ・インターネット』（The NET）は、本作のTVシリーズ化作品で、1998年にUSAネットワークで1シーズン（22話）が放映された。

### ストーリー
アンジェラ・ベネットは、デバッグ・システムを専攻する凄腕のハッカー。パソコンを操作中に誤って、プレトリアン（法務官）と呼ばれる秘密組織の情報にアクセスしてしまう。プレトリアンは「コンピューターによる世界支配」を画策しており、アンジェラの存在が計画の妨げになると判断し、彼女の個人データを逃亡中の犯罪者であるエリザベス マークスのものと交換してしまう。
警察やFBI，CIAに追われる逃亡者となってしまった彼女は、ハッカー仲間やソーサーと呼ばれる天才ハッカーの電子メールによって援助を受け、プラエトルの計画を妨害し、世界の危機を救う。アンジェラは個人データを回復し、元の生活を取り戻す。その後アンジェラは、コンピューター犯罪を捜査する政府のイントリュージョンコントロール (CIC) のエージェントとして活躍する。

### 登場人物

#### 主要な登場人物
アンジェラ・ベネット
演 - ブルック・ラングトン、日本語吹替 - 小島幸子
自宅でソフトウェアのデバッグや解析をしている、フリーのコンピュータエンジニア。突然に口座凍結され、FBIに逮捕されて無実の罪を着せられる、主人公の女性。エリザベス・マークスという名前で逃亡中の犯罪者として逮捕される。
ショーン・トレローニ
演 - ジョセフ・ボトムズ、日本語吹替 - 納谷六朗
NSAの捜査官。アンジェラを追跡する、プレトリアンという秘密組織に雇われている3人組のリーダー。
ソーサー
演 - ティム・カリー、日本語吹替 - 大塚明夫
電子メールやチャットなどでアンジェラを助ける、天才ハッカーの男性。
ジェイコブ・レッシュ
演 - エリック・スマンダ
ウォルター・シゼルスキー
演 - ブルース・アボット

#### その他の登場人物
アンナ・ケリー
演 - ケリー・テイラー
グレッグ・ハーニー
演 - マッケンジー・グレイ、日本語吹替 - 奥田啓人
オリビエ
演 - ジム・バーンズ
マイケル・ホワイト
演 - ディオン・ルーサー
ボビー・リプトン
冒頭で、電話を通じて話していた男性だが、何者かの手により死亡。
ティリー
アンジェラの会社で働いている同僚の女性。第1話にて死亡し、エリザベス・マークスが殺害したことにされてしまう。
フィリップ・ウェーランド
冒頭で、ハイテク自動車を運転していた妹のビクトリアが、殺害されてしまう。かつてのプロジェクトの仲間が、次々と殺害されている事が判明する。アンジェラに協力するが、爆発に巻き込まれて死亡。
スティーヴン・グラーフ
演 - ジャック・コールマン
第3話に登場。
ナディーン
演 - キーガン・コナー・トレイシー
第8話に登場。
マックス・コペルニクス
演 - ジェフリー・コムズ
第16話に登場。
ブロディ
演 - ドウェイン・“ザ・ロック”・ジョンソン
第20話に登場。
テッド
演 - ジェレミー・レナー
第21話に登場。

## 補足
原題は The Net であるが、日本におけるタイトルは、『ネット』では "網" を連想させ、内容が想像しにくいため "インターネット" が採用された。しかし、それでも『インターネット』だけではインパクトに欠けることから、定冠詞である "the" もタイトル表記に付した形で、最終的な日本語題は『ザ・インターネット』となった。本来 "Internet" の頭に "the" を付けた場合、発音は「ザ」ではなく「ジ」になるのが正しいが、日本人の英語への馴染み度合いや、ネーミングとしての安定性、響きの持つインパクトなどを総合的に考慮し、もっとも客受けが良さそうな「ザ」を敢えて採用している。この傾向は『ザ・エージェント』、『ザ・インタープリター』、『ザ・インタビュー』などにもみられる。